# Ester Meneghello
Ester Meneghello (Malo, 18 marzo 1920 – Valdagno, 2 aprile 2006) è stata una velocista italiana.

## Biografia
Nata a Malo nel 1920, Ester Meneghello dimostra fin da giovane una notevole propensione per l'atletica leggera e, in particolar modo, per i 200 metri piani.
Atleta della Marzotto Valdagno, società sportiva vicentina fondata dal gruppo Marzotto, Meneghello trionfa in diverse competizioni provinciali e regionali; vittorie che le consentono di partecipare alle competizioni nazionali, conquistando, con un tempo di 26 secondi e 60 centesimi, la medaglia d'oro nella gara dedicata ai 200 metri piani durante i campionati italiani femminili assoluti di atletica leggera, svoltisi presso lo stadio Cesare Marzari di Modena il 13 luglio 1941. Tale prestigioso risultato porta alla convocazione in Nazionale, rendendola una velocista azzurra.
L'anno seguente, si classifica al secondo posto, nella medesima specialità, ai campionati italiani femminili assoluti di atletica leggera del 1942. La gara, tenutasi presso lo Stadio del Littoriale di Bologna il 28 giugno 1942, viene vinta da Rosetta Cattaneo della Filotecnica Milano, classificatasi prima nei campionati del 1940 e spodestata proprio da Meneghello nel 1941.
Poche settimane dopo, il 12 luglio 1942, Meneghello registra il suo record personale, correndo i 200 metri piani in 26 secondi e 50 centesimi allo stadio di Torino.
In seguito allo scoppio e al perpetrarsi del secondo conflitto mondiale, non potrà partecipare alle Olimpiadi di Londra del 1944 che non verranno organizzate proprio a causa della guerra.

## Campionati nazionali
- 1 volta campionessa italiana assoluta dei 200 m piani (1941)

1941
- Oro ai campionati italiani assoluti, 200 m piani - 26"6

1942
- Argento ai campionati italiani assoluti, 200 m piani

## Curiosità
- Era cugina dello scrittore maladense Luigi Meneghello, autore del celebre romanzo Libera nos a Malo, e del giurista Bruno Meneghello, in quanto il padre di Ester e il padre di Luigi e Bruno erano fratelli.
- Durante i campionati femminili assoluti di atletica leggera del 1941 e del 1942 ebbe modo di conoscere la futura astrofisica Margherita Hack, atleta del GUF Firenze. Proprio durante la competizione nazionale del 1942, dove Meneghello vinse la medaglia d'argento nei 200 metri, Hack conquistò la medaglia di bronzo nel salto in alto, superando l'asticella posizionata a 1,45 metri.